# ترپیشوویتسه
ترپیشوویتسه (به لاتین: Trpišovice) یک منطقهٔ مسکونی در جمهوری چک است که در شهرستان هاولیچکوف برود واقع شده‌است. ترپیشوویتسه ۶٫۹۹ کیلومتر مربع مساحت و ۱۵۹ نفر جمعیت دارد و ۴۷۵ متر بالاتر از سطح دریا واقع شده‌است.